# Bogumil Krušič
Bogumil Krušič, slovenski duhovnik, * 22. september 1910, Celje, † 15. januar 1943, Livno, Bosna in Hercegovina ali Črna Gora?.

## Življenje
V duhovnika je bil posvečen 27. junija 1937. Po novi maši je bil kaplan v Brinju pri Senju, za tem pa je upravljal župnije Dabar, Letinac, Krasno, Kuterevo in Švica. Od aprila 1942 je služboval v župniji Saborsko, ko so tja prišli parizani, naj bi bil mobiliziran.
Umrl naj bi v četrti ofenzivi blizu Livna, grob je neznan. Po poročanju reškega verskega lista Zvon pa naj bi ga ubili četniki, 15. januarja 1943 v Črni Gori. Njegovo ime je bilo na odstranjeni spominski plošči duhovnikom žrtvam fašizma na Brezjah.